# Caopujie (köpinghuvudort i Kina, Yunnan Sheng, lat 24,94, long 102,38)
Caopujie (kinesiska: 草铺, 草铺街) är en köpinghuvudort i Kina. Den ligger i provinsen Yunnan, i den sydvästra delen av landet, omkring 34 kilometer sydväst om provinshuvudstaden Kunming. Antalet invånare är 23 895. Befolkningen består av 9 656 kvinnor och 14 239 män. Barn under 15 år utgör 19,0 %, vuxna 15-64 år 75 %, och äldre över 65 år 5,0 %.
Runt Caopujie är det tätbefolkat, med 257 invånare per kvadratkilometer. Närmaste större samhälle är Lianran, 10,6 km öster om Caopujie. Trakten runt Caopujie består till största delen av jordbruksmark.
Genomsnittlig årsnederbörd är 912 millimeter. Den regnigaste månaden är juni, med i genomsnitt 182 mm nederbörd, och den torraste är februari, med 9 mm nederbörd.